# Fenestrulina cornuta
Fenestrulina cornuta is een mosdiertjessoort uit de familie van de Microporellidae. De wetenschappelijke naam van de soort werd in 1841 voor het eerst geldig gepubliceerd door Alcide d'Orbigny.